# Kleine violetoorkolibrie
De kleine violetoorkolibrie (Colibri cyanotus) is een vogel uit de familie Trochilidae (Kolibries). Deze soort is afgesplitst van de Mexicaanse violetoorkolibrie (Colibri thalassinus).

## Kenmerken
Het mannetje is 10 cm lang en weegt 5 – 6 gram. Hij is helder groen, glinsterend en heeft blauwe tinten op de keel en borst. Hij heeft een violette plek rond zijn oog. Zijn staart heeft een zwarte band aan het uiteinde. Zijn snavel en poten zijn zwart. De vogel verschilt weinig in uiterlijke kenmerken van de Mexicaanse violetoorkolibrie. Sommige ondersoorten hebben okerkleurige onderstaartdekveren.

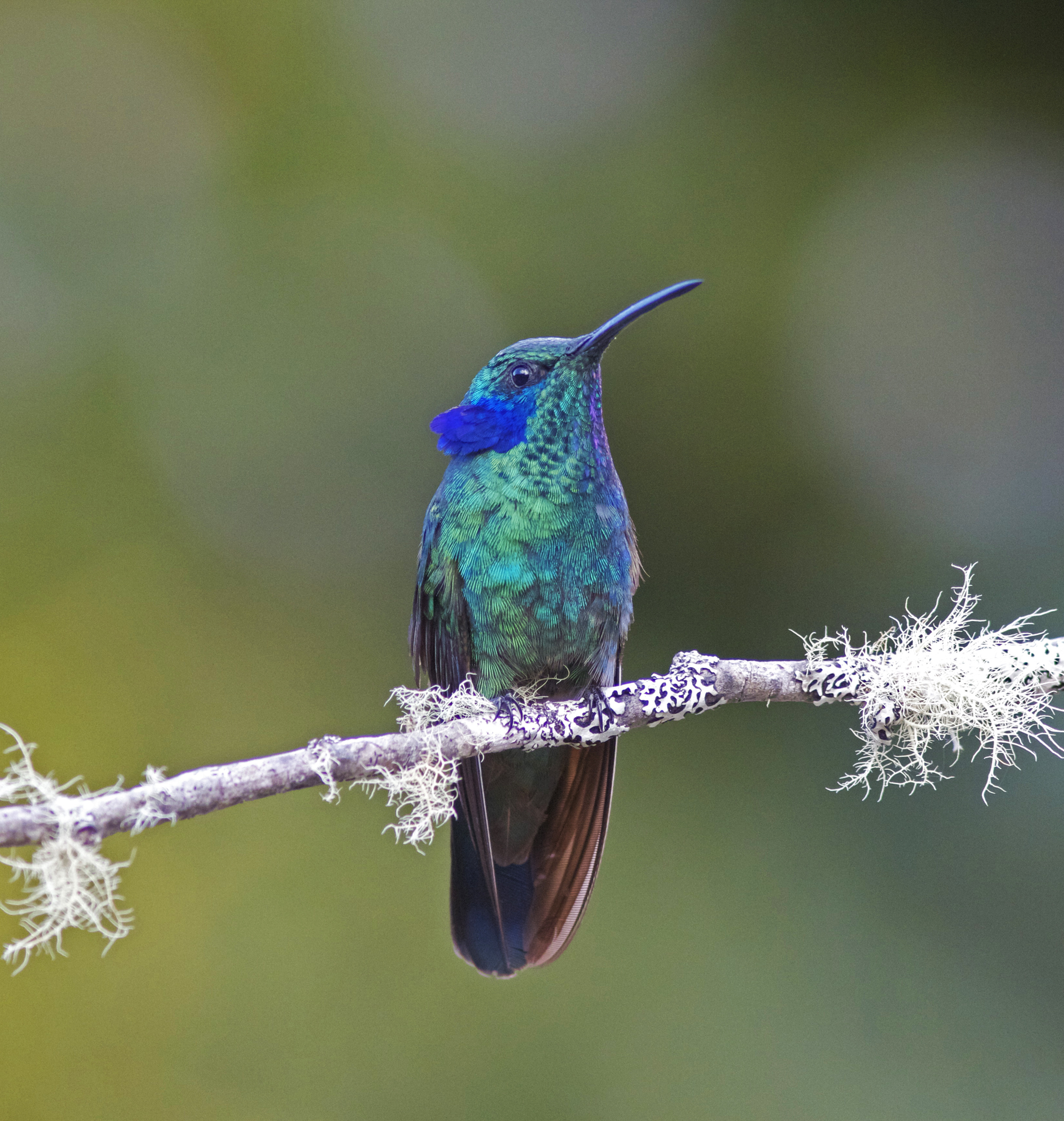
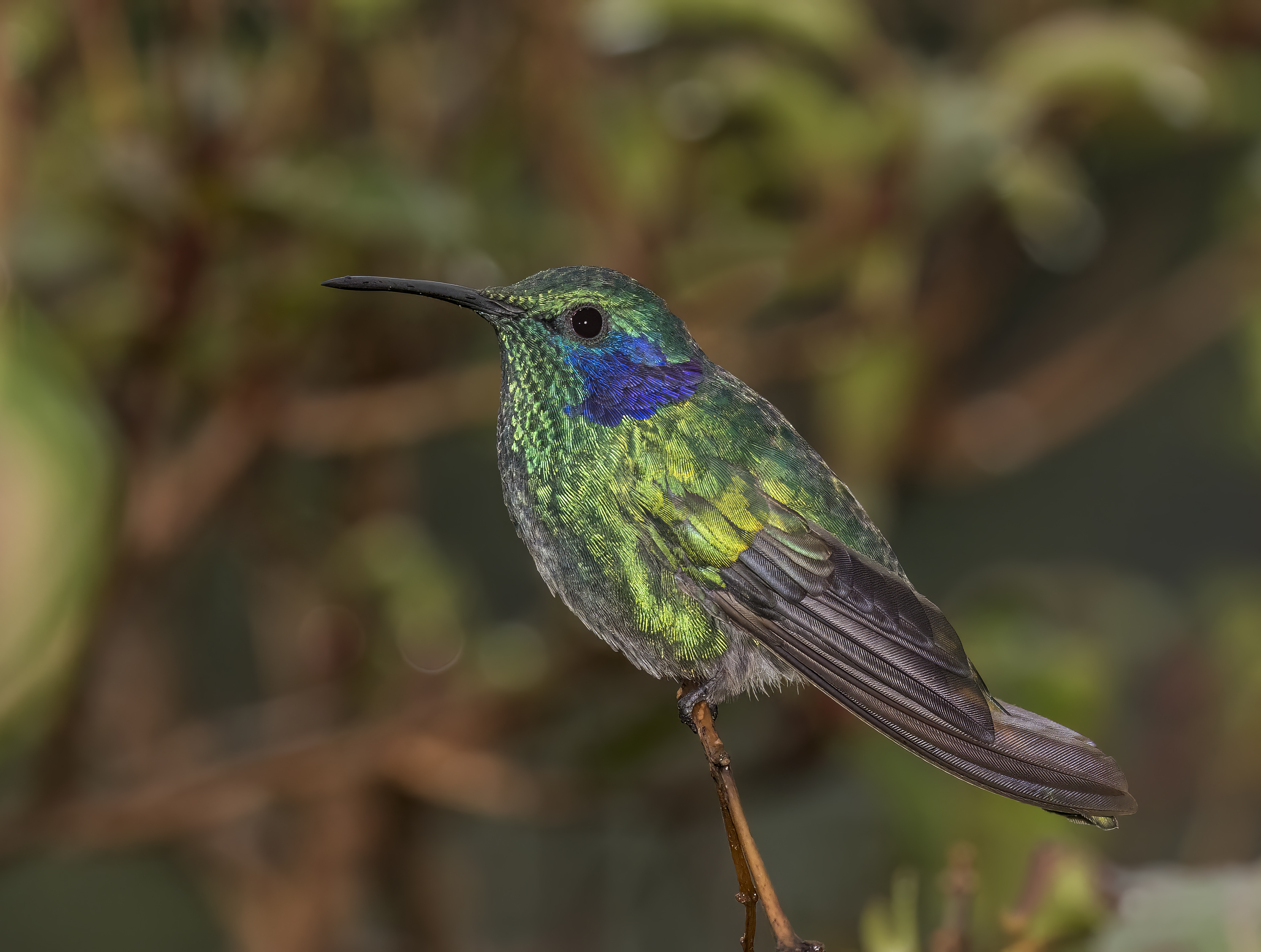
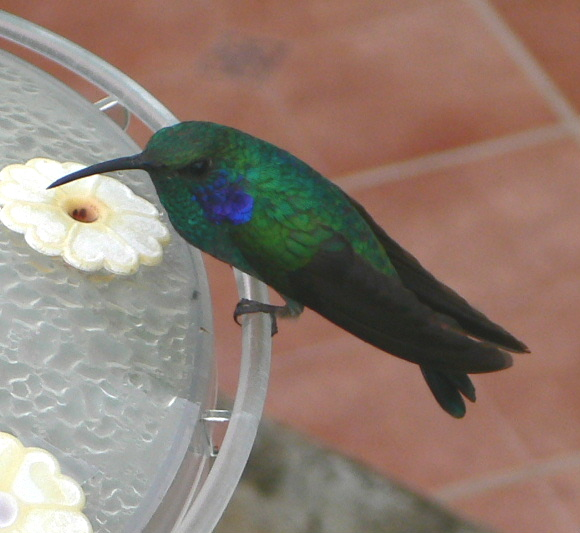
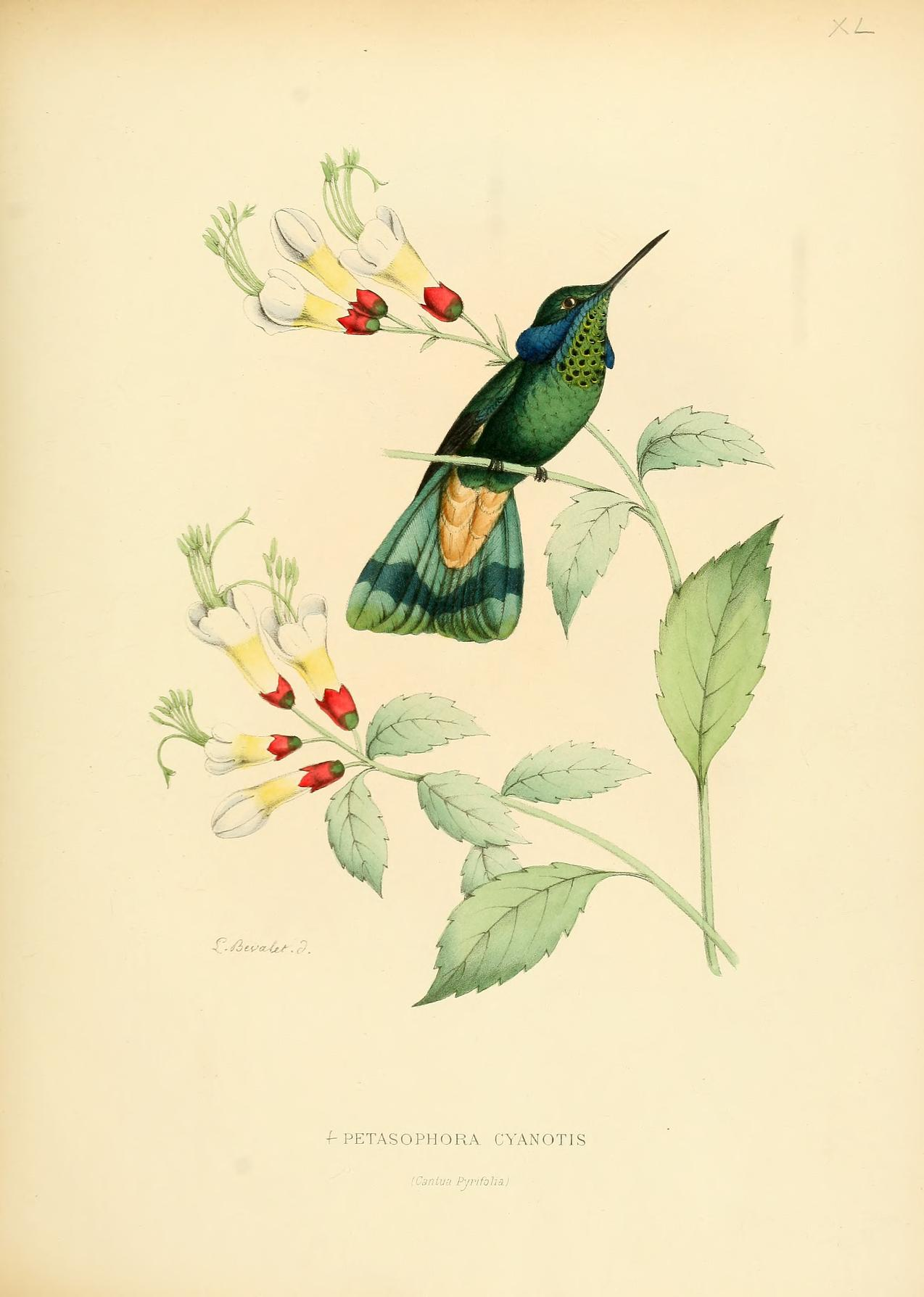
afbeelding van C. c. crissalis met okerkleurige onderstaartdekveren

## Verspreiding en leefgebied
Deze kolibrie komt voor van Costa Rica en verder zuidelijk tot in Bolivia. De soort telt vier ondersoorten:
- C. c. cyanotus: Colombia, noordwestelijk Venezuela en Ecuador.
- C. c. cabanidis: Costa Rica en westelijk Panama.
- C. c. kerdeli: noordoostelijk Venezuela.
- C. c. crissalis: Peru en Bolivia.

Zijn habitat is open berggebied in de Andes en de bergketens in Midden-Amerika met bomen en struiken op 1200 tot 3000 m boven zeeniveau.

## Status
De soort is afgesplitst van de Mexicaanse violetoorkolibrie, maar wordt door BirdLife International nog als ondersoort beschouwd en heeft daarom geen status op de Rode Lijst van de IUCN.